# بوعادل (بوعادل)
بوعادل هي إحدى مشيخات المملكة المغربية، تتبع جغرافيا لإقليم تاونات وإداريًا لبوعادل. يقدر عدد سكانها بـ 1715 نسمة حسب الإحصاء الرسمي للسكان والسكنى لسنة 2004.